# Stephanus-I-Kindergarten

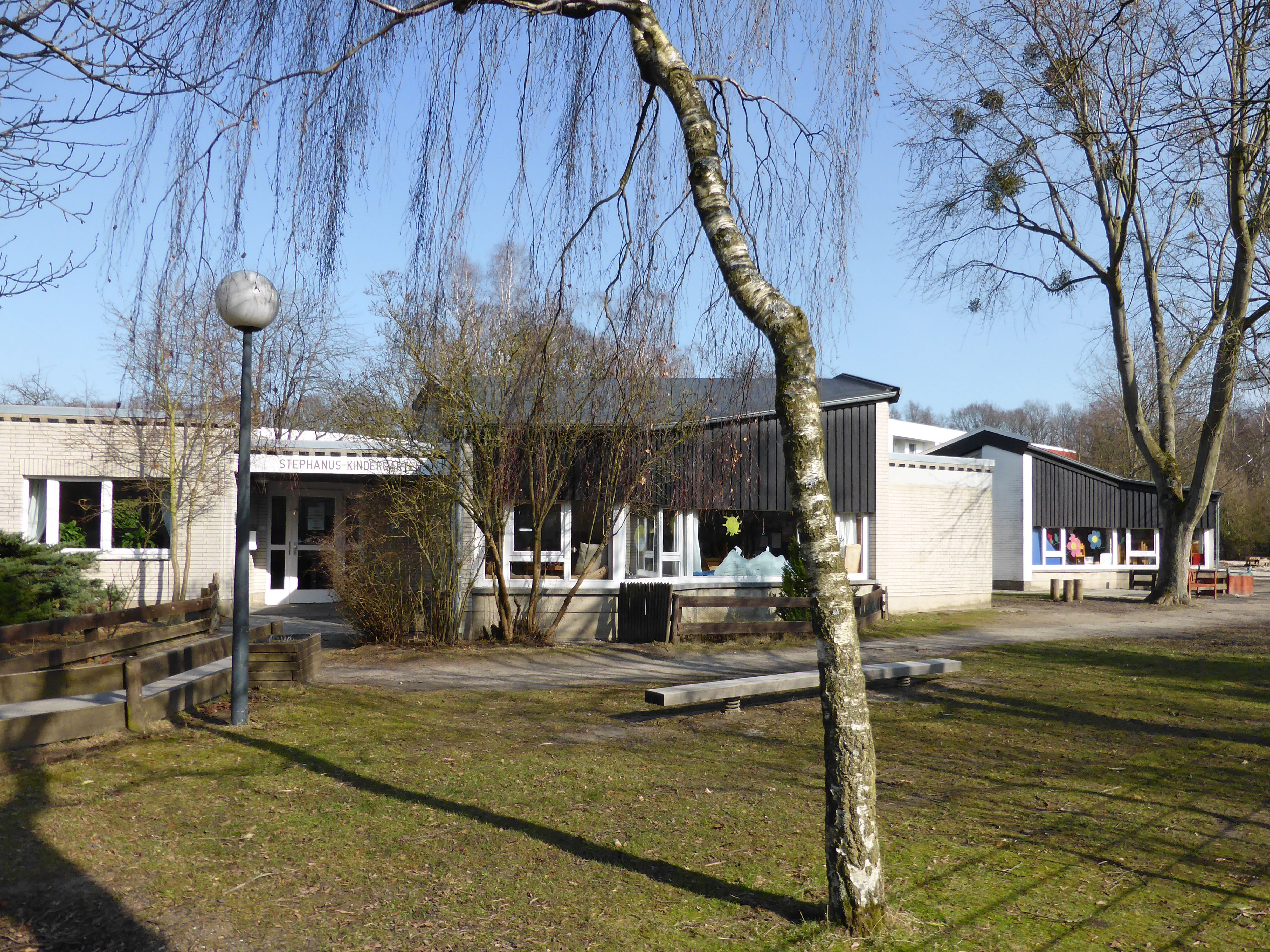
Stephanus-I-Kindergarten

Der Stephanus-I-Kindergarten ist ein 1969 eingeweihter Bau von Hans Scharoun in Wolfsburg-Detmerode, Robert-Schuman-Straße 37, in Niedersachsen. Er ist neben dem 1973 vollendeten Theater eines von zwei Bauwerken Scharouns in Wolfsburg und der einzige von ihm entworfene Kindergarten.

## Geschichte
Der Stadtteil Detmerode wurde zum Beginn der 1960er Jahre gegründet. Er ist durch eine Mischung aus Hochhäusern, Mehrfamilienhäusern und wenigen Einfamilienhäusern geprägt. Vor allem junge, kinderreiche Familien zogen dorthin. 1964 wurde der West-Berliner Architekt Scharoun beauftragt, für die evangelisch-lutherische Kirchengemeinde im Nordosten des Stadtteils einen Kindergarten mit Mütterschule zu planen. Bis 1966 musste er seinen Entwurf überarbeiten. Unter anderem mussten die Mütterschule, ein Gymnastikraum, ein Schlafsaal und eine zweite Wohnung gestrichen werden. Der Kindergarten trägt in Scharouns Werkverzeichnis die Nummer 241. Projektleiter war Peter-Fritz Hofmeyer-Zlotnik.

## Architektur und Nutzung
Das Gebäude wurde im Stil des Funktionalismus entworfen. Die Bedürfnisse der Kinder stehen im Mittelpunkt: Die Räume sind durch unterschiedliche Größen wie in einer Wohnung, durch unterschiedliche Deckenhöhen und je einen Zugang zum Außengelände gekennzeichnet. Zu jedem Gruppenraum gehören ein Waschraum und eine Garderobe. Der Grundriss ist unregelmäßig. Der Eingangsbereich ist von Bullaugen und Oberlichtern geprägt. Als Vorbild diente sein 1951 entstandener Entwurf für eine Volksschule in Darmstadt, der zu den Darmstädter Meisterbauten gehörte, aber nicht realisiert wurde. Das Gebäude steht unter Denkmalschutz.
Der Kindergarten ist von einem großen Außengelände umgeben.
Die Einrichtung wird von der evangelisch-lutherischen Stephanusgemeinde betrieben, deren Zentrum die Stephanuskirche ist. Träger ist der Evangelisch-lutherische Kirchenkreis Wolfsburg-Wittingen. 2013 besuchten 67 Kinder den Kindergarten. Der Kindergarten ist integrativ.

## Sonstiges
Der Stephanus-II-Kindergarten desselben Trägers befindet sich ebenfalls in Detmerode.